# Vetenskapsåret 1814

## Händelser

### Matematik
- Okänt datum - Peter Barlow publicerar New Mathematical Tables and A New Mathematical and Philosophical Dictionary. 'Barlow's Tables' fortsätter sedan att tryckas de kommande 150 åren.[1][2][3]

### Medicin
- April - Abraham Colles publicerar "On the Fracture of the Carpal Extremity of the Radius" i  Edinburgh Medical and Surgical Journal, där han beskriver skadan Colles fraktur.[4]

## Pristagare
- Copleymedaljen: James Ivory, skotsk matematiker.
- Rumfordmedaljen; William Charles Wells, brittisk-amerikansk fysiker.

## Födda
- 19 maj - Henry William Ravenel (död 1887), amerikansk botaniker.
- 30 maj - Eugène Charles Catalan (död 1894), belgisk matematiker.
- 5 juni - Pierre-Laurent Wantzel, (död 1848), fransk matematiker.
- 13 augusti - Anders Jonas Ångström (död 1874), svensk fysiker och astronom.
- 3 september - James Joseph Sylvester, (död 1897), brittisk matematiker.

## Avlidna
- 21 augusti - Benjamin Thompson (född 1753), anglo-amerikansk fysiker.

### Fotnoter
1. ↑   Biographical Dictionary of the History of Technology. London: Routledge. 1996. sid. 42. ISBN 0415060427
2. ↑  ”Peter Barlow”. Encyclopedia Britannica Online. http://www.britannica.com/EBchecked/topic/53519/Peter-Barlow.
3. ↑  ”Peter Barlow”. University of St Andrews. 2000. Arkiverad från originalet den 18 september 2011. https://web.archive.org/web/20110918012510/http://www-groups.dcs.st-and.ac.uk/%7Ehistory/Biographies/Barlow.html. Läst 2 april 2011.
4. ↑  Boylan, Henry (1998). A Dictionary of Irish Biography (3rd). Dublin: Gill & Macmillan. sid. 73. ISBN 0-7171-2945-4